# Malka
Malka je žensko osebno ime.

## Izvor imena
Ime Malka izhaja iz hebrejskega imena מַלְכָּה (Malká) in pomeni »kraljica«. V slovenskem okolju je lahko tudi različica ženskega osebnega imena Amalija.

## Pogostost imena
Po podatkih Statističnega urada Republike Slovenije je bilo na dan 31. decembra 2007 v Sloveniji število ženskih oseb z imenom Malka: 20.

## Osebni praznik
Osebe z imenom Malka lahko godujejo takrat kot osebe z imenom Amalija 